# Franklin-Methode
Die Franklin-Methode ist eine weltweit angebotene alternativmedizinische Bewegungslehre, erfunden Anfang der 1980er Jahre von dem Schweizer Sportwissenschaftler Eric Franklin. Der Schwerpunkt soll auf mentalem Training liegen. Mit der Hilfe von "Gedankenbildern" (Dynamic Neurocognitive Imagery abgekürzt: DNI) soll die Franklin-Methode das Körper- und Bewegungsempfinden des Übenden und dadurch sportmotorische Fähigkeiten wie Kraft, Beweglichkeit und Koordination steigern.
Die Franklin-Methode beruft sich auf die Ideokinese, eine von Mabel Elsworth Todd (1874–1956) gegründete Bewegungslehre der 1930er Jahre, und will Elemente aus Sportwissenschaft, der Psychomotorik, von fernöstlichen Bewegungslehren, Kinesiologie, Alexander-Technik, Feldenkrais-Lehre, Yoga, Pilates, und der Neuroplastizität einbeziehen.

## Anwendung
- Imagination: In der Franklin-Methode führen Visualisierungstechniken zu einem inneren Erleben der Anatomie. Die Methode unterscheidet u. a. anatomische, metaphorische, biologische und anatomisch-metaphorische Bilder.
- Verkörperung: Dieser Begriff ist am Beispiel erklärbar: Die Wirbelsäule des Menschen hält ihn aufrecht, ihre doppelte S-Kurve ist die Momentaufnahme einer Welle.  Nur  über die Verkörperung einer Funktion reagiert das Nervensystem, was dann die Funktion verbessert:  Sitze oder stehe und lasse das Gefühl von schwingenden Meereswellen und ruhigem Fliessen in deine Wirbelsäule sickern. Zunächst nur in der Vorstellung. Dann, wenn Du die innere Welle immer deutlicher spürst, lasse eine feine Wellenbewegung auch äusserlich zu. Geniesse die Meereswellen in der Wirbelsäule einige Minuten und komme dann äusserlich zur Ruhe. Innerlich spüre noch etwas nach.
- Lernspirale: Der Schüler scannt eingangs des Trainings seinen Körper, das heisst, er lenkt seine Aufmerksamkeit zunächst auf die Füsse, dann auf die Beine, auf den Oberkörper, auf beide Arme, auf die Hände und auf den Kopf, spürt ausserdem seinen Atem nach. Anschliessend plant er die Bewegung gedanklich (Feedforward). Schliesslich entscheidet er sich für die Bewegung, begleitet diese mit einem Bild, mit einem bestimmten inneren Dialog oder der Lehrer berührt ihn. Wenn er die Lektion beendet, vergleicht er das Ergebnis mit der Ausgangssituation (Feedback). Gefällt dem Schüler  das neue Gefühl, verankert er es in den Alltag, findet nach Möglichkeit sogar ein eigenes Bild für diesen neuen körperlichen Zustand.

## Studienlage
Eine Studie sieht DNI-Training als eine vielversprechende Rehabilitationsmethode zur Verbesserung der Vorstellungskraft, der Schwere der Erkrankung, sowie den motorischen und nichtmotorischen Funktionen bei Patienten mit Parkinson. Anwender verweisen auch auf eine unveröffentlichte Studie der privaten Gesellschaft für sozialwissenschaftliche Forschung in der Medizin (GESOMED) aus dem Jahr 2010. Zudem gibt es Studien mit kleinen Gruppen von Tänzern und einen Erfolgsbericht mit Musikern.

## Ausbildung
Der Begriff ist wettbewerbsrechtlich geschützt. Das Institut für Franklin-Methode in Wetzikon (Schweiz) bietet Workshops an, bildet ferner Bewegungspädagogen der Franklin-Methode und Franklin-Methode-Therapeuten aus. Die Ausbildung ist auf drei beziehungsweise fünf Jahre angelegt. Studenten sind meist Tanzpädagogen, Rhythmiker, Physiotherapeuten, Yoga-, Tai Chi- und Pilates-Lehrer, Sportlehrer sowie Leistungssportler.
Es gibt Seminare für die Franklin-Methode an der Hochschule für Tanz und Musik in Köln (Deutschland), an der Universität Wien (Österreich) und an der Juilliard School in New York. Die Franklin-Methode kann in der Tanzmedizin eingesetzt werden.